# Uriél arkangyal
Az ortodox hagyomány szerint Uriél arkangyal (héberül: אוּרִיאֵל, görögül: Ουριήλ, koptül: ⲟⲩⲣⲓⲏⲗ, kb: „Isten Fénye”, „Isteni Fény és tűz”) egyike a hét arkangyalnak, ünnepnapja november 8. Az anglikán hagyomány szerint ünnepnapja szeptember 29.